# مدرسه هنرهای زیبا

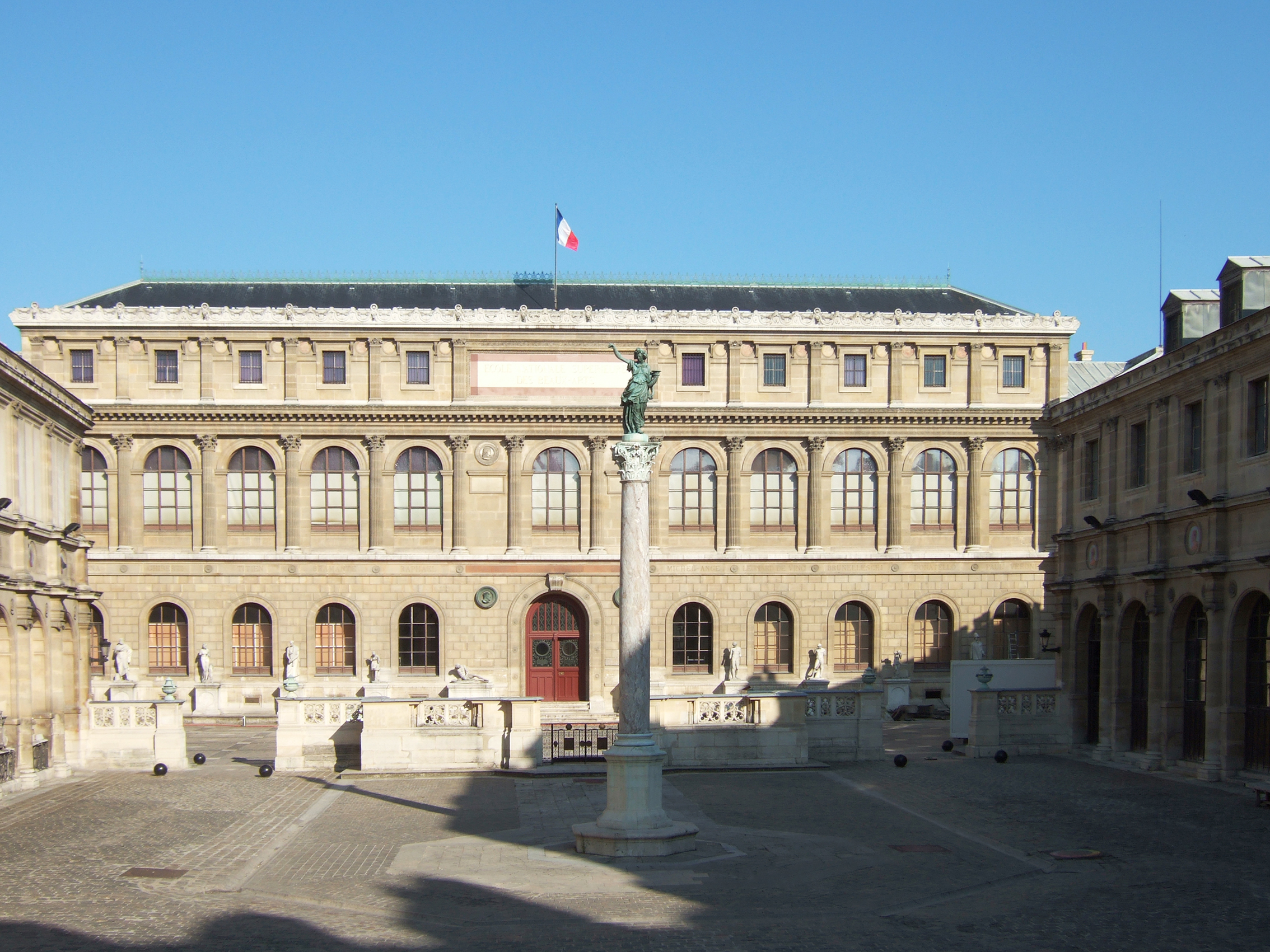
پله دز اتود، در دانشسرای عالی ملی هنرهای زیبای پاریس

اکول ده بوزار (فرانسوی: École des Beaux-Arts‎) نام مجموعه ای مدرسه هنری معروف و اثرگذار در فرانسه است.
معروفترین آن‌ها دانشسرای عالی ملی هنرهای زیبای پاریس است که هم‌اکنون در پاریس، در کنار سن در نزدیکی موزه لوور در شماره ۱۴ خیابان بناپارت (در منطقه ۶ پاریس) قرار دارد. این مدرسه تاریخی بیش از ۳۵۰ سال دارد و بسیاری از بزرگترین هنرمندان در اروپا را تربیت کرده‌است.

## تاریخچه
خاستگاه مکتب پاریس به سال ۱۶۴۸ برمی گردد، زمانی که فرهنگستان هنرهای زیبای فرانسه توسط کاردینال مازارن برای آموزش با استعدادترین دانش آموزان در طراحی، نقاشی، مجسمه سازی، حکاکی، معماری و سایر رسانه ها تأسیس شد. لویی چهاردهم به دلیل انتخاب فارغ التحصیلان مدرسه برای تزئین آپارتمان های سلطنتی در ورسای مشهور بود و در سال ۱۸۶۳، ناپلئون سوم از طرف دولت به مدرسه استقلال اعطا کرد و نام آن را به مدرسه هنرهای زیبا "لکول ده بوزار" تغییر داد. زنان از سال ۱۸۹۷ پذیرفته شدند.
برنامه درسی به «آکادمی نقاشی و مجسمه سازی» و «آکادمی معماری» تقسیم شد. هر دو برنامه بر هنرهای کلاسیک و معماری از فرهنگ یونان باستان و روم متمرکز بودند. همه دانش آموزان موظف بودند قبل از اینکه به طراحی و نقاشی برسند، مهارت های خود را با کارهای اولیه طراحی ثابت کنند. این در رقابت برای جایزه بزرگ رم، اعطای یک بورس تحصیلی کامل برای تحصیل در رم به اوج خود رسید. سه آزمایش برای دریافت این جایزه نزدیک به سه ماه به طول انجامید. بسیاری از مشهورترین هنرمندان اروپا از جمله ژریکو، دگا، دلاکروا، فراگونار، اینگر، مورو، رنوار، سورا، کاساندره و سیسلی در اینجا آموزش دیدند. رودن در سه نوبت درخواست داد، اما از ورودش خودداری شد. پل سزان دو بار درخواست داد اما رد شد. برنار به دلیل "اشتباهات" سبکی تعلیق شد.

## فارغ التحصیلان
- ایران درودی

## فارغ التحصیلان برجستهٔ شعبهٔ پاریس
- ندیر آفونسو، نقاش
- امیل آندره، آرشیتکت، فرانسوی
- پل آندرو، آرشیتکت فرانسوی، فارغ‌التحصیل ۱۹۶۸
- پیر بونار، نقاش
- شارل گارنیه، آرشیتکت، فرانسوی
- آنتونی گارنیه، آرشیتکت، فرانسوی
- حیدر غیایی، آرشیتکت، ایرانی
- اوبر دو ژیوانشی، طراح مد
- آندره گدار، طراح پردیس اصلی دانشگاه تهران